# Welsh corgi
A welsh corgi két, Wales-ből származó kutyafajta összefoglaló neve: a Pembroke welsh corgié és a Cardigan welsh corgié. Mindkettő  barátságos, könnyen tartható, gyerekszerető kutya.
A fajtákat elsősorban marhacsordák és birkanyájak, valamint pónilovak őrzésére használták. Alacsony termetű, erőteljes és értelmes kutya. A marmagassága 25–31 cm között mozog. Tömegük 8–10 kg között van. Szőrzete hosszú és tömött, többnyire barna és fehér színű, az időjárásnak jól ellenáll. Füle hegyes, feláll. Farka a csánkjáig ér, lelóg. Harapása ollós.